# Musaranya d'Egipte
La musaranya d'Egipte (Crocidura floweri) és una espècie de mamífer eulipotifle de la família de les musaranyes (Soricidae) que viu a Egipte. La seva població pot haver estat afectada per la contaminació ambiental causada per l'ús generalitzat d'insecticides agrícoles durant els anys 1960 i 1970, els quals van tenir un efecte molt negatiu en la fauna de la Vall del Nil. També és possible que el seu hàbitat hagi canviat dràsticament des que la Resclosa d'Assuan fou construïda, ja que això tingué un gran impacte sobre les petites espècies de mamífers, en part a causa de la major prevalença de les plagues de rates.
Fou anomenada en honor del militar i zoòleg britànic Stanley Smyth Flower.